# 大宾镇
大宾镇，原为大宾乡，是中华人民共和国河南省新乡市原阳县下辖的一个乡镇级行政单位。2018年撤乡设镇。区划代码改为410725109。

## 行政区划
大宾镇下辖以下地区：
大宾村、越东村、薛大宾村、李堤村、马大宾村、小庄村、孙堤村、高名古村、马头村、梁山村、温堤村、小大宾村、上湾村、王营村、明石村、费辛庄村、小毛庄村、安南村、沙岭村、刘江庄村、安北村、宋大宾村、老毛庄村、贾湾村、金马张村、杨庄村、月西村、小赵庄南村、小赵庄北村、田庄村和小大宾新村。